# Новоенисейск
Новоенисе́йск — рабочий посёлок в состав городского коруга Лесосибирск в Красноярском крае России. В 1988 году включен в состав города Лесосибирск и исключен из учётных данных.

## История
До 1953 года на месте современного посёлка была болотистая местность и лесные массивы. В конце ноября того же года здесь появляются первые щитовые дома для проживания в них геологов. В 1954 году был построен щитовой барачный дом, в котором располагались: общежитие, ясли и клуб. В 1955 году в эксплуатацию вводятся баня и пекарня, ещё несколько щитовых бараков, где находились больница, начальная школа и столовая. До марта 1955 года в посёлке проживало 12 семей, а с 12 марта 1955 года — 164 семьи, с этого времени приступили к интенсивному строительству посёлка и лесопильного комбината.
История нынешнего района Лесосибирска начинается со строительства лесопильно-деревообрабатывающего комбината. После 1940-х годов в районе Маклаково Енисейским лесопильным предприятием строится Новоенисейский лесопильно-деревообрабатывающий комбинат. При новом лесозаводе начинает строиться рабочий посёлок для проживания работников комбината.
Статус рабочего посёлка присвоен в 1962 году.
13 декабря 1962 года был организован Новоенисейский поселковый Совет народных депутатов. Административно Новоенисейскому поселковому совету народных депутатов были подчинены населённые пункты Колесниково и Мирный. К концу 1980-х годов на сходе по вопросу о присоединении рабочего посёлка Новоенисейска к городу Лесосибирску большая часть голосующих проголосовала «за».

## Население
| 1970   | 1979    |
| ------ | ------- |
| 11 382 | ↗17 571 |

## Строительство
Первая дорога прокладывается от комбината к трассе 04К-044.
Первая улица строится параллельно Енисейскому тракту и получает название улица Промышленная. В настоящее время дорога не асфальтирована и покрыта гравием.
По улице Промышленная строятся деревянные дома в два этажа для работников комбината. Первые дома строились от улицы Калинина из деревянного материала (брусьев). Несомненно фасад этих домов обустраивался. Площадки между этажами украшались досками выложенными в форме ромба, прямоугольника и других фигур. На некоторых домах по сторонам окон материал выкладывался в форме треугольников. Для дальнейшего обустройства, были выделены деньги на покраску фасадов. До образования города в посёлке началось строительство многоэтажных хрущёвских домов. По Промышленной улице хрущёвки были построены в три этажа.

## Обустройство
Обустройство в Новоенисейске продолжалось одновременно с его строительством.
По первой улице (Промышленная) строилась пешеходная дорожка. Дорожка прокладывалась бетонными панелями. Такими же бетонными панелями строились пешеходные дорожки по улице Просвещения.
По улице Свердлова пешеходные дорожки были сооружены из дерева.
В посёлке строятся три школы, детские сады, больница, учреждения высокого образования.

## Внутреннее деление
Центральная улица в посёлке — улица Просвещения (по другим сведениям центральная улица — Ивановская).
С 2015—2016 годов в Новоенисейске начался ремонт дорог. До этого времени главные автодороги этого района сильно пострадали. За это время в них образовались различные ямы. Жителям Новоенисейска, а особенно автолюбителям трудно проезжать по полуразрушенным дорогам, ведь от этого могут пострадать не только водители, но и их транспортные средства. Пешеходам тоже нелегко находиться и проходить по таким дорогам. Эти улицы больше напоминают деревенские улочки, а не центральные и главные дороги одного из самых густонаселённых районов города. Лесосибирская городская госавтоинспекция провела осмотр некоторых улиц в посёлке, в ходе осмотра выявлены грубейшие ошибки. В ближайшее время в Новоенисейске будут отремонтированы улицы Комсомольская, Ленинградская и Свердлова. Помимо этого в проект по ремонту дорог войдут другие улицы посёлка, такие как: 40 лет Октября, Калинина, Циолковского, Ангарская, Ивановская.
На данный момент многие дороги в Новоенисейске отремонтированы: на некоторых из них заделаны ямы и трещины, на некоторых положен новый асфальт.

## Экономика и предприятия
В основном деревообрабатывающая и лесопильная промышленность.
- Новоенисейский ЛХК (ранее — Новоенисейский ЛДК) — одно из крупнейших предприятий России по обработке дерева. Крупнейший производитель пиломатериалов России. Предприятие занимает первое место на российском рынке. Продукция комбината экспортируется в разные страны.
- Лесосибирский молочный завод (не функционирует) — предприятие в Лесосибирске, ранее занимающееся в отрасли пищевой промышленности. Комбинат находится на территории Новоенисейского рынка. Основной продукцией предприятия было производство отборного молока и молочных изделий (сливки, советское мороженое марки «Пломбир»). Сейчас комбинат выкупается частными людьми.
- Лесосибирский рыбный завод (не функционирует) — предприятие в Лесосибирске, ранее занимающееся в отрасли пищевой промышленности. Комбинат находится по улице Южная. Основной продукцией предприятия было производство рыбных копчёных изделий. В настоящее время предприятие закрыто.
- Асфальтовый завод — предприятие в Новоенисейске. Завод находился на территории Новоенисейского комбината. Предприятие занималось строительством и ремонтом автомобильных дорог не только в Новоенисейске, были заказы из Лесосибирска. Основная продукция завода производство асфальта. В начале 1990-х годов предприятие развалено.
- Новоенисейское РСУ — предприятие в Новоенисейске. Предприятие было организовано как участок Лесосибирского треста. Новоенисейский трест осуществлял работы по строительству частных жилых домов для работников комбината. Со временем предприятие «Новоенисейский трест» было организовано в самостоятельное предприятие Новоенисейское РСУ (ДРСУ). После экономического кризиса на предприятии произошло сокращение штатов. Сейчас предприятие занимается малым ремонтом дорог и заготовкой древесины, проводят работы по жилищно-комунальному фонду.
- Лесосибирское АТП — автотранспортное предприятие в Новоенисейске. Было образовано как участок Енисейского АТП, а после стало самостоятельным. Во время своей деятельности предприятие было награждено знаками почёта. Сейчас обслуживает городские и междугородние автобусные маршруты.

## Торговля
В посёлке напротив автовокзала находится «Новоенисейский рынок»; торговый комплекс «Надежда», торговые дома и другие магазины.
Сеть магазинов «Магнит» (два филиала).

## Образование

### Высшее образование
- Новоенисейский филиал Красноярского политехнического техникума (НфКПТ)
- Новоенисейский технический техникум (бывш. Новоенисейское техническое училище № 48)

### Среднее образование
- МБОУ «Средняя общеобразовательная школа № 6»
- МБОУ «Основная общеобразовательная школа № 5»

### Дошкольное образование
- Детский сад № 19 «Василёк» (не функционирует)
- Детский сад № 34 «Колокольчик»
- Детский сад № 44 «Калинка»
- Детский сад № 55 «Радость»

### Дополнительное образование
- Филиал Лесосибирской центральной библиотечной системы «Новоенисейская детская и взрослая библиотека № 3»
- МБОУ ДОД «Новоенисейская детская музыкальная школа № 3»
- МБОУ ДОД «Новоенисейская детская художественная школа № 3»
- Новоенисейский центр дополнительного образования

## Культура
Культурно-социальное обеспечение представлено домом культуры «Сибирь». Для района «Сибирь» является крупнейшей киноконцертной площадкой. Дом культуры был построен на бюджет Новоенисейского комбината. Сегодня дом культуры является одним из крупных культурных центров в городе, где проводятся многие городские мероприятия, такие как: выступление музыкальных коллективов, распродажа шуб, мёда, показ кинофильмов, проведение танцев и дискотек.
Кино-развлекательный досуг в Новоенисейске представлял кинотеатр «Мир». Кинотеатр был построен в один этаж. «Мир» включал в себя кассу, магазин и большой кинозал. Зрители, побывавшие в этом кинотеатре положительно описывали его. Несмотря на положительное качество как и кинотеатр «Адмирал» в Южной части, кинотеатр «Мир» был признан банкротом, а в его здании открыт магазин. В 2013 году здание было снесено, так как стало признано аварийным. Само здание было построено из дерева и выкрашено в голубой цвет.
В 2019 году на улице Калинина,18 был открыт выставочный зал «Палитра Сибири». Материальную поддержку на открытие выставочного зала помог осуществить Новоенисейский ЛХК. В выставочном зале проводятся родительские собрания, награждение преподавателей и победителей за участие в разных конкурсах Новоенисейской художественной школы. На стенах зала развешаны картины, написанные детьми и подростками из художественной школы.

## Здравоохранение
Здравоохранительное обеспечение в Новоенисейске представлено КГБУЗ Лесосибирской межрайонной больницей № 3. В здании расположены детская и взрослая больницы. Имеется инфекционное отделение для взрослых.

## Спорт
Спортивное обеспечение в Новоенисейске представлено несколькими спортивными учреждениями.
- Стадион «Сибиряк»

Строительство стадиона осуществлялось на бюджет Новоенисейского ЛХК. Около стадиона началось создание небольшого сквера. Одновременно при стадионе строились деревянные здания, где действовали разные кружки и секции: шитьё, аппликация и др. Стадион был огорожен деревянным забором выкрашенным в сине-белый цвета. На стадионе имелись обустроенный газон, асфальтированные беговые и велосипедные дорожки, имелись деревянные трибуны. Сейчас стадион находится в плачевном состоянии: беговые дорожки потресканы; через газон стадиона проходят люди сокращая путь, тем самым прокладывая тропинки; забор в некоторых местах повален, в некоторых разобран; секции расформированы. На зиму заливается каток.
- Детско-юношеская спортивная школа № 2 (спортивный зал «Сибиряк»)

Спортивный объект строился на бюджет Новоенисейского ЛХК. Строился как спортивный клуб, сначала для работников комбината и их детей, затем для всех жителей. Находится по адресу: ул. Садовая, 14. Сюда приезжают дети с Лесосибирска, на соревнавания. Имеет второе название ДЮСШ 2. До 1990-х годов около спортклуба началось строительство бассейна. После Перестройки строительство бассейна прекратили. Сейчас это полуразрушенное сооружение.

## Религия
Собор в честь Св. Андрея Первозванного находится в южной части Новоенисейска. Собор был возведён в 2007—2012 годах на искусственном холме. Храм был построен по инициативе генерального директора ЗАО «Новоенисейский лесохимический комплекс» Виктора Владимировича Шелепкова. Территория при соборе благоустроена.
Религиозная мечеть «Иман» располагается по улице Ломоносова. Религиозный храм был возведён в 1997 году. Мечеть отображает все правила строительства восточного зодчества. Подробная информация на сайте tourprom.ru. www.tourprom.ru. Дата обращения: 17 января 2017. Архивировано 17 января 2017 года..

## Транспорт
Через Новоенисейск проходит Енисейский тракт. В посёлке находится автовокзал, Новоенисейское АТП.
Новоенисейск является конечным пунктом железнодорожной ветки Ачинск — Лесосибирск.
Автобусное сообщение
По Новоенисейску, как и по некоторым рабочим посёлкам, ездят маршруты. Внутригородской общественный транспорт был представлен автобусом номер 9а. Новоенисейск связан автобусами, курсирующими по Лесосибирску (3, 7, 8, 23).